# Martin Henderson
Martin Henderson (Auckland, 8 ottobre 1974) è un attore neozelandese.

## Biografia
Nato e cresciuto ad Auckland, inizia a recitare giovanissimo all'età di tredici anni in varie produzioni televisive neozelandesi come il serial tv Shortland Street. Nel 1995 si trasferisce a Sydney, dove sul set della serie tv Sweat conosce l'attore Heath Ledger, di cui diventerà ottimo amico. Assieme a Heath, decide di tentare la fortuna a Hollywood, e i due amici si trasferiscono negli Stati Uniti, dove Martin studia e recita in teatro a New York. Il primo ruolo importante arriva nel 2002 in Windtalkers di John Woo e nello stesso anno recita nel ruolo dell'ex fidanzato di Naomi Watts in The Ring di Gore Verbinski. Nel 2004 è protagonista di Torque - Circuiti di fuoco, a cui seguono film come Matrimoni e pregiudizi, Giovani aquile, Smokin' Aces e X: A Sexy Horror Story.

## Filmografia

### Cinema
- Kick, regia di Lynda Heys (1999)
- Windtalkers, regia di John Woo (2002)
- The Ring, regia di Gore Verbinski (2002)
- Skagerrak, regia di Søren Kragh-Jacobsen (2003)
- Torque - Circuiti di fuoco (Torque), regia di Joseph Kahn (2004)
- Perfect Opposites, regia di Matt Cooper (2004)
- Matrimoni e pregiudizi (Bride & Prejudice), regia di Gurinder Chadha (2004)
- Little Fish, regia di Rowan Woods (2005)
- Giovani aquile (Flyboys), regia di Tony Bill (2006)
- Smokin' Aces, regia di Joe Carnahan (2006)
- Battle in Seattle - Nessuno li può fermare (Battle in Seattle), regia di Stuart Townsend (2007)
- Cedar Boys, regia di Serhat Caradee (2009)
- Home by Christmas, regia di Gaylene Preston (2010)
- Devil's Knot - Fino a prova contraria (Devil's Knot), regia di Atom Egoyan (2013)
- Everest, regia di Baltasar Kormákur (2015)
- Miracoli dal cielo (Miracles from Heaven), regia di Patricia Riggen (2016)
- The Strangers: Prey at Night, regia di Johannes Roberts (2018)
- Juveniles, regia di Nico Sabenorio (2018)
- X: A Sexy Horror Story (X), regia di Ti West (2022)

### Televisione
- Strangers - serie TV (1988)
- Betty's Bunch - serie TV (1990)
- Raider of the South Seas, regia di Chris Bailey - film TV (1990)
- Echo Point - serie TV (1995)
- Home and Away - serie TV, 7 episodi (1996)
- Sweat - serie TV, 26 episodi (1996)
- Big Sky - serie TV, 53 episodi (1997-1999)
- Mr. and Mrs. Smith - serie TV, 1 episodio (2007)
- Dr. House - Medical Division (House M.D) - serie TV, episodio 5x12 (2009)
- Reconstruction, regia di Peter Horton (2011) - Film TV
- Off the Map - serie TV, 13 episodi (2011)
- Rake - serie TV, 2 episodi (2012)
- Secrets & Lies - miniserie TV, 6 episodi (2014)
- The Red Road - serie TV, 12 episodi (2014-2015)
- Shortland Street - serie TV, 27 episodi (1992-2017)
- Grey's Anatomy - serie TV, 48 episodi (2015-2017)
- Virgin River - serie TV (2019- in corso)
- The Golaming - Le ore più buie (The Golaming) - serie TV, 8 episodi (2020)

### Videoclip
- Toxic - Britney Spears

## Doppiatori italiani
- Emiliano Coltorti in Windtalkers, The Ring
- Simone D'Andrea in Torque - Circuiti di fuoco, The Strangers: Prey at Night
- Massimiliano Virgilii in Little Fish, Virgin River
- Alessio Cigliano in Off The Map, Everest
- Alberto Bognanni in Perfect Opposites
- Fabio Boccanera in Giovani aquile
- Vittorio Guerrieri in Dr. House - Medical Division
- Gianfranco Miranda in Miracoli dal cielo
- Massimiliano Manfredi in Grey's Anatomy
- Marco Vivio in X: A Sexy Horror Story